# Verdienstmedaille für Kunst, Wissenschaft, Handel, Gewerbe und Landwirtschaft
Die Verdienstmedaille für Kunst, Wissenschaft, Handel, Gewerbe und Landwirtschaft wurde am 8. Februar 1899 durch Fürst Günther von Schwarzburg-Rudolstadt zur Belohnung von guten Leistungen oder Diensten in den vorgenannten Bereichen gestiftet.

## Klassen
- I. Klasse als Verdienstmedaille in Gold oder Silber für herausragende Dienste
- II. Klasse als Anerkennungsmedaille in Silber oder Bronze für löbliche Leistungen

## Aussehen
Die Auszeichnung ist eine runde Medaille, die je nach Ausführung in Silber matt vergoldet, Silber matt oder dunkel getönter Bronze gefertigte ist. Sie zeigt im Avers auf glattem Grund den nach rechts gewandten Kopf des Stifters. Im Revers unterscheiden sich die beiden Klassen jedoch voneinander. Bei der Verdienstmedaille ist auf glattem Grund die zweizeilige Inschrift DEM VERDIENSTE zu sehen, die von zwei lockeren Eichenzweigen umschlossen ist. Die Anerkennungsmedaille zeigt das von einem Fürstenhut überhöhte spiegelbildlich verschlungene Monogramm G (Günther).

## Trageweise
Getragen wurden beide Klassen an einem weißen Band mit zwei hellblauen Mittelstreifen auf der linken Brustseite.

## Verleihungen
Die Medaille wurde in den einzelnen Ausführungen sehr sparsam verliehen und war nach dem Tod des Beliehenen rückgabepflichtig.